# Telegram & Gazette
Le Telegram & Gazette (ou Sunday Telegram) est un quotidien américain publié dans la ville de Worcester au Massachusetts. Il couvre tout le comté de Worcester, ainsi que les alentours de la banlieue ouest de Boston et quelques villes du comté de Windham au Connecticut.